# Пересвєт (міський округ)
Міський округ Пересвєт об'єднує місто Пересвєт Сергієво-Посадського району Московської області Росії та 5 навколишніх присілков.

## Склад
До складу міського поселення Пересвєт входять такі населені пункти:
- Пересвєт (місто)
- Красна Сторожка (присілок)
- Парфьоново (присілок)
- Ігнатьєво (присілок)
- Коврово (присілок)
- Самойлово (присілок)

## Герб і прапор
Міське поселення Пересвєт має власну символіку – герб та прапор які були ухвалені 15 березня 2006 року. В основі міської символіки зображення вершника, який скаче на коні. Основні кольори символіки – синій та жовтий.
 

## Населення
| Рік  | тис. чол | рік  | тис. чол | рік  | тис. чол | рік  | тис. чол |
| ---- | -------- | ---- | -------- | ---- | -------- | ---- | -------- |
| 2001 | 14.5     | 2003 | 14.7     | 2005 | 14.7     | 2006 | 14.7     |
| 2007 | 14.7     | 2008 | 14.6     | 2010 | 14.5     | 2011 | 14.1     |
| 2012 | 14.1     | 2013 | 14.1     | 2014 | 14.0     | 2015 | 14.0     |

## Органи управління міського округу Пересвєт
Станом на жовтень 2015 року керівником міського поселення є Андрій Ситников. Рада депутатів складається з 15 депутатів обраних у 3 округах.